# Muzeul Locomotivelor cu Abur din Sibiu

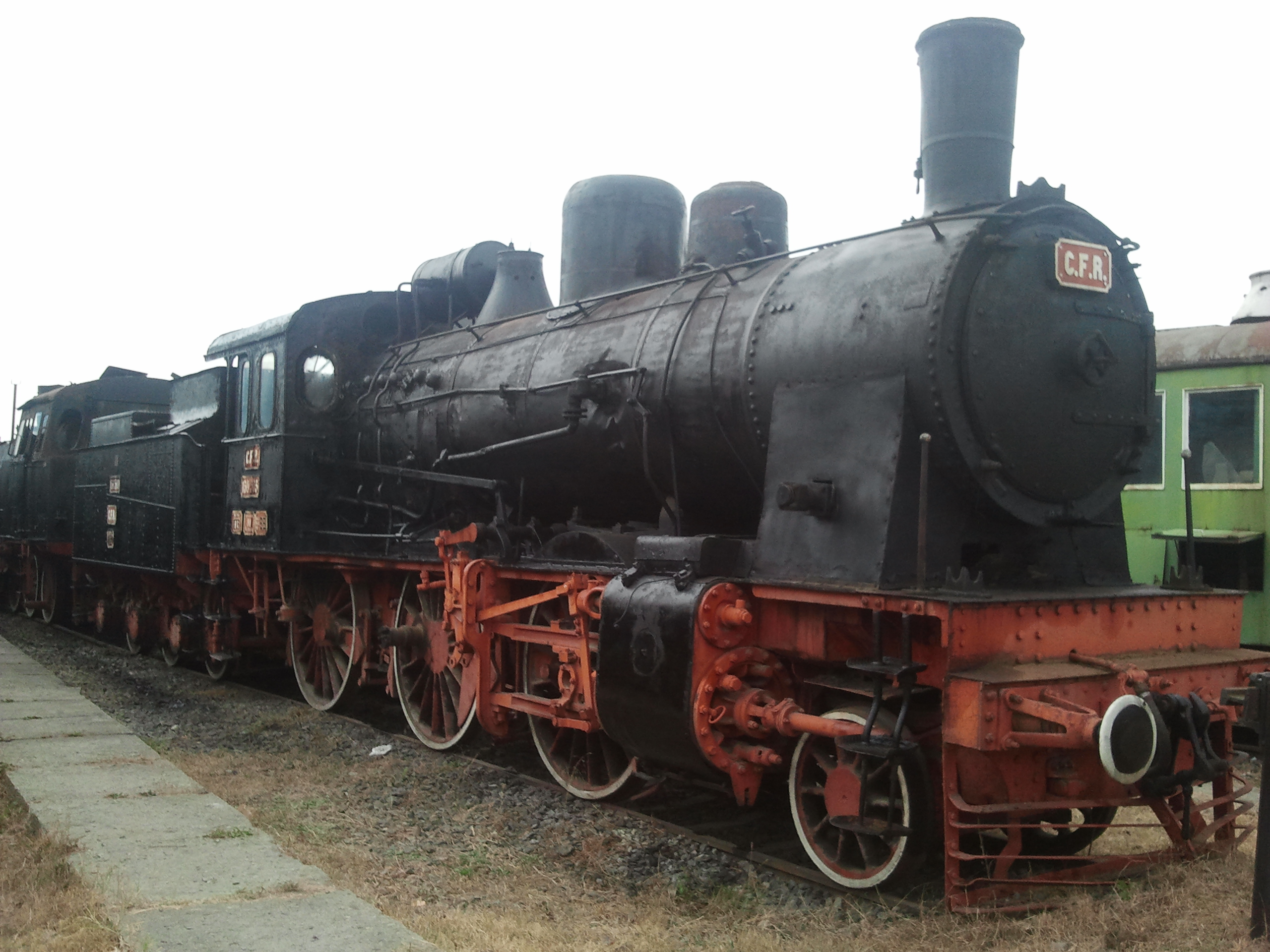
Locomotivă seria 130.500

Muzeul Locomotivelor cu Abur este un muzeu din Sibiu. În cadrul muzeului sunt expuse motoare și locomotive cu abur. Un alt muzeu cu profil identic din România este Muzeul Locomotivelor cu Abur din Reșița, a fost sub sechestru în anul 2016.
Muzeul se află în apropierea Gării Sibiu, în perimetrul fostului depou care deservea calea ferată îngustă Sibiu–Agnita(–Sighișoara).